# König Maciuś der Erste
König Maciuś der Erste (polnisch: Król Maciuś Pierwszy), auch: König Hänschen I., ist der erste Teil eines zweiteiligen Kinderromans des polnischen Autors, Arztes und Kindererziehers Janusz Korczak. Der zweite Teil wurde unter dem Titel König Maciuś auf der einsamen Insel veröffentlicht.
Das Buch wurde in Polen als ebenso populär beschrieben wie Peter Pan im englischsprachigen Raum.

## Inhalt
Abgesehen von den Geschichten über die Abenteuer des jungen Königs beschreibt Korczak viele soziale Reformen, insbesondere jene, die sich an Kinder richten, und ist eine kaum verschleierte Allegorie zeitgenössischer und historischer Ereignisse in Polen. 
Es geht um einen kleinen Jungen, den Sohn des Königs. Nach dem Tod seines Vaters (seine Mutter war bereits früher gestorben) wurde Maciuś der König. Zunächst wird er, abhängig von Ministern und Etikette, wie ein verwöhntes Kleinkind behandelt. Er will jedoch zeigen, dass er genauso mutig ist wie seine Vorfahren. Als der Krieg auf dem Land ausbricht, verkleidet sich Maciuś mit seinem Freund Felek als gewöhnlicher Soldat und geht an die Front. Dort lernt er Demut, Respekt vor dem Leben und wird gleichzeitig hartnäckig und selbstbeherrscht in jeder Situation.

## Ausgaben
- Król Maciuś Pierwszy, 1923
- König Macius der Erste: Roman in zwei Teilen für Leser jeden Alters., Gustav Kiepenheuer Verlag, Leipzig und Weimar, 1978. Übersetzung von Monika Heinker. Mit einem Nachwort von Günter Schulze.
- König Hänschen I., Vandenhoeck & Ruprecht, Göttingen, 1971. Mit Illustrationen von Jerzy Srokowski.
- König Hänschen I., Deutscher Taschenbuchverlag, München, 1983. Übersetzung von Katja Weintraub.
- König Maciuś auf der einsamen Insel, auch: König Hänschen auf der einsamen Insel, (poln. Erstausgabe Król Maciuś na wyspie bezludnej, 1923)

## Hörspiel
Im Jahre 1990 produzierte der Rundfunk der DDR eine dreiteilige Hörspielfassung von Andrea Czesienski unter dem Titel König Macius I. Unter der Regie von Peter Brasch, von dem auch die Dramaturgie stammte, sprachen u. a. Honza Taffelt (Macius), Robert Petersen (Felek), Christoph Engel (Doktor), Michael Kind (Junger König), Jürgen Huth (Trauriger König) und Horst Weinheimer (Ministerpräsident).
Die Erstausstrahlung aller drei Teile fand am 8. Oktober 1990 statt.